# Krzyż o zachodzie słońca
Krzyż o zachodzie słońca (ang. Cross at Sunset) – obraz olejny Thomasa Cole’a, namalowany około roku 1848, przedstawiający alegoryczną wizję krzyża. Obraz znajduje się obecnie w zbiorach Muzeum Thyssen-Bornemisza.

## Okoliczności powstania
Thomas Cole był zawsze zwolennikiem bezpośredniej kontemplacji natury jako sposobem nadania malarstwu pejzażowemu pierwiastka duchowego i moralnego, uprawiał malarstwo alegoryczne osadzone w europejskiej tradycji romantycznej, a jego religijna żarliwość wzrastała wraz z upływem lat. W 1844 roku, pod wpływem wielebnego Louisa L. Noble’a, został ochrzczony w Kościele Episkopalnym, a później, jako protoplasta amerykańskiego malarstwa pejzażowego postanowił dedykować swoją pracę Kościołowi przekształcając swoje studio na warsztat i kaplicę. W ostatnich latach swojego życia przebywając w niemal klasztornej izolacji przerwanej tylko przez wizyty żony, pracował nad cyklem, który nazwał „Krzyż i świat”. W cyklu tym, którego nie ukończył, i którego dalsze losy pozostały w większości nieznane, usiłował dać wyraz swemu przekonaniu, że malarstwo pejzażowe jest stanie przekazać najgłębsze uczucia moralne.

## Opis
Choć Krzyż o zachodzie słońca nie należy wspomnianego wyżej cyklu, to jednak odzwierciedla religijny żar tamtych obrazów. Kompozycja została zdominowana przez duży krzyż, któremu towarzyszy w oddali, po lewej stronie, klasztorna dzwonnica, ukazana na tle niedokończonego krajobrazu. Promienie słońca, gasnącego za górami na horyzoncie są tymi samymi, które pojawiają się w innym obrazie Cole’a, namalowanym dwa lata wcześniej, Gotyckie ruiny i zachód słońca. Ich blask został ukazany w symboliczny i dramatyczny sposób, który nie pozostawia wątpliwości co do ich stosunku do boskiego światła, obecnego w dziele creatio. Krzyż o zachodzie słońca ma coś wspólnego z innym obrazem Thomasa Cole’a, Wypędzenie. Księżyc i blask ognia – ten sam religijny nastrój, który emanuje ze wszystkich jego obrazów.